# The Battle at Garden's Gate
Albums de Greta Van Fleet
Anthem of the Peaceful Army
(2018) Starcatcher
(2023)
Singles
1. My Way, Soon
Sortie : 9 octobre 2020
2. Age of Machine
Sortie : 4 décembre 2020
3. Heat Above
Sortie : 10 février 2021
4. Broken Bells
Sortie : 19 mars 2021

The Battle at Garden's Gate est le second album studio du groupe de rock américain Greta Van Fleet qui est sorti le 16 avril 2021 sur le label Republic Records,.

## Sortie des singles et promo
Le groupe sort le premier single My Way, Soon le 9 octobre 2020. Greta Van Fleet l'interprète en live dans l'émission américaine The Late Show with Stephen Colbert le 8 décembre 2020. En janvier 2021, My Way, Soon  prend la première place du classement Mainstream Rock Airplay du magazine américain Billboard.
Le second single Age Of Machine sort le 4 décembre 2020,. Le 19 janvier 2021, le groupe met en ligne sur sa chaîne Youtube une version live d'Age Of Machine enregistrée sur la même scène que le live de My Way, Soon.
Le troisième single Heat Above sort le 10 février 2021. Comme pour le single précédent, le groupe poste un live sur sa chaîne Youtube.
Le quatrième single Broken Bells sort le 19 mars 2021.
Les clips réalisés pour chaque single (My Way, Soon, Age Of Machine et Heat Above pour le moment) sont disponibles sur la chaîne Youtube du groupe.

## Liste des chansons
| No  | Titre                    | Durée |
| --- | ------------------------ | ----- |
| 1.  | Heat Above               | 5:41  |
| 2.  | My Way, Soon             | 4:15  |
| 3.  | Broken Bells             | 5:50  |
| 4.  | Built by Nations         | 3:58  |
| 5.  | Age of Machine           | 6:54  |
| 6.  | Tears of Rain            | 3:50  |
| 7.  | Stardust Chords          | 4:57  |
| 8.  | Light My Love            | 4:30  |
| 9.  | Caravel                  | 4:55  |
| 10. | The Barbarians           | 5:20  |
| 11. | Trip the Light Fantastic | 4:33  |
| 12. | The Weight of Dreams     | 8:51  |